# Nicky Shorey
Nicholas Robert Shorey (Londres, Inglaterra, 19 de febrero de 1981), más conocido como Nicky Shorey, es un exfutbolista y entrenador  inglés, se desempeñaba como lateral izquierdo. Actualmente es el jefe de los ojeadores de la academia del Reading.

## Biografía

### Leyton Orient
Shorey comenzó a jugar en 1998 en el Leyton Orient, pero no debutaría con el primer equipo hasta 1999, realizando apariciones ocasionales hasta 2001.

### Reading FC
En 2001, Shorey fichó por el Reading FC por solo 25 000 libras. Tras asentarse como lateral izquierdo titular, Shorey incluso fue votado como el mejor lateral izquierdo de la historia del equipo. Como anécdota, Shorey estuvo a punto de perder el pie izquierdo por una infección.
La temporada 2006-07 fue el punto de inflexión en la carrera de Nicky Shorey. Fue el principal artífice del octavo puesto logrado por los Royals siendo nombrado en el once ideal de la Premier League, y segundo mejor jugador de la temporada. Además, esa temporada debutaría en la selección de fútbol de Inglaterra.
Tras la temporada, y como es habitual, comenzaron a surgir rumores que lo relacionaban con los principales clubes ingleses, destacando el interés del Arsenal y el Liverpool.
Tras el descenso del Reading en la temporada 2007-08, nuevos rumores comenzaron a surgir que lo relacionaban con el Aston Villa y el Portsmouth.

### Aston Villa
En agosto de 2008, Shorey firmó por tres años con el Aston Villa. Con la lesión del neerlandés Wilfred Bouma, Shorey consiguió la titularidad, alternando las posiciones de lateral derecho e izquierdo. Sin embargo, su mal rendimiento hizo que fuera relegado a la suplencia, eso, sumado a la alta competencia por el puesto hizo que su primera temporada en el equipo fuera bastante mediocre.
Tras la temporada 2008-09, los rumores situaban a Shorey lejos de Villa Park, más cuando el entrenador Martin O'Neill afirmó que no contaba con Shorey. En septiembre de 2009, Shorey llegó a un acuerdo con el Portsmouth, pero las negociaciones se rompieron en el último momento.

### Nottingham y Fulham
Con el fichaje de Stephen Warnock, Shorey no tenía sitio en el equipo, de modo que en noviembre fue cedido al Nottingham Forest. Pero con la lesión de Warnock, el Aston Villa reclamó el regreso de Shorey en enero de 2010.
En febrero de ese año, Shorey marchó cedido al Fulham FC con opción a compra. En julio retornó al Aston Villa después de que el Fulham decidiera no ejercer su opción a traspaso.

### West Bromwich Albion
En agosto de 2010, se confirmó el fichaje de Shorey por el West Bromwich Albion por dos años. Shorey permaneció en los Hawthornes hasta julio de 2012.

### Regreso al Reading
En julio de 2012, Shorey confirmó su retorno al Reading, fichando por un año con opción a un segundo.

## Carrera internacional
Debido a su rendimiento en la temporada 2006-07, como anécdota cabe destacar la intensa campaña de los fanes del Reading pidiendo la convocatoria de Shorey a la selección, Shorey debutó con la selección de fútbol de Inglaterra en un amistoso contra Brasil en el Wembley, donde tuvo una aclamada participación.
Su segundo partido lo disputó de nuevo en un amistoso contra Alemania.

## Clubes
| Club                       | País       | Año         |
| -------------------------- | ---------- | ----------- |
| Leyton Orient              | Inglaterra | 1999 - 2001 |
| Reading FC                 | Inglaterra | 2001 - 2008 |
| Aston Villa                | Inglaterra | 2008 - 2010 |
| Nottingham Forest (cedido) | Inglaterra | 2009 - 2010 |
| Fulham FC (cedido)         | Inglaterra | 2010        |
| West Bromwich Albion       | Inglaterra | 2010 - 2012 |
| Reading FC                 | Inglaterra | 2012 - 2013 |
| Bristol City               | Inglaterra | 2013 - 2014 |
| Portsmouth                 | Inglaterra | 2014 - 2015 |
| Pune City                  | India      | 2015        |
| Colchester United          | Inglaterra | 2016        |
| Hungerford Town            | Inglaterra | 2016        |

## Palmarés

### Campeonatos nacionales
| Título                       | Club       | País       | Año  |
| ---------------------------- | ---------- | ---------- | ---- |
| Football League Championship | Reading FC | Inglaterra | 2006 |